# Ambrugeat
Ambrugeat è un comune francese di 216 abitanti situato nel dipartimento della Corrèze nella regione della Nuova Aquitania.

## Società

### Evoluzione demografica
Abitanti censiti